# Zeuxine bougainvilleana
Zeuxine bougainvilleana är en orkidéart som beskrevs av Paul Ormerod. Zeuxine bougainvilleana ingår i släktet Zeuxine och familjen orkidéer. Inga underarter finns listade i Catalogue of Life.